# Ofeltes
Ofeltes – postać w mitologii greckiej, syn króla Nemei, Likurga. Jego opiekunką była Hypsipyle.
Gdy Siedmiu bohaterów zatrzymało się w Nemei i prosiło Hypsipyle o wskazanie im źródła, zostawiła Ofeltesa leżącego na trawie. Wtedy ukąsił go wąż ze skutkiem śmiertelnym. Wówczas nadano mu imię Archemoros. Na jego cześć ustanowiono igrzyska nemejskie.